# Shijian 17
Shijian 17 (chinesisch 實踐十七號 / 实践十七号, Pinyin Shíjiàn Shíqī Háo, deutsch: etwa „Praxiserprobung 17“) ist ein Technologieerprobungssatellit der Chinesischen Akademie für Weltraumtechnologie. Er dient der Erprobung neuartiger Solarzellen, verschiedener Antriebe, Beidou-basierter Navigation im geostationären Orbit sowie der Beobachtung von Satelliten und Weltraummüll.

## Geschichte
Als sich 2006 der Bau der schweren Trägerrakete Langer Marsch 5 konkretisierte, begannen auch Diskussionen, welche Nutzlast beim ersten Testflug zum Einsatz kommen sollte. Zu diesem Zeitpunkt gab es in China einen großen Bedarf an Satelliten in hohen Umlaufbahnen, aber wenige Gelegenheiten, hierfür neue Technologien zu erproben. Mehrere Entwicklergruppen stellten einen Antrag auf Mitnahme ihres Satelliten. 2011 begann an der Chinesischen Akademie für Weltraumtechnologie die Vorauswahl der Konzepte, 2013 begann man auf Firmenkosten – Technologieerprobungsprojekte für kommerzielle Anwendungen erhalten keine Fördermittel – mit der Entwicklung von Shijian 17. Nach gründlicher Abwägung, welcher Satellitenbus für die Rakete geeignet war und gleichzeitig sicherstellen würde, dass die Tests erfolgreich verliefen, fiel die Wahl auf den mittelgroßen DFH-4S der Firma, der für geostationäre Satelliten ausgelegt war. Die Endabnahme des Satelliten und die offizielle Genehmigung, ihn auf die Rakete zu montieren, erfolgten im Juni 2016.

## Aufbau
Shijian 17 besaß eine Startmasse von knapp 4 t und hat eine erwartete Lebensdauer von 15 Jahren.
Zum Manövrieren im Orbit besitzt der dreiachsenstabilisierte Satellit drei Antriebsmöglichkeiten:
- Chemische Triebwerke mit dem monergolen Treibstoff LMP-103S (eine relativ ungiftige Mischung aus Ammoniumdinitramid, Methanol, Wasser und Ammoniak),[6] entwickelt vom Pekinger Institut für Steuerungstechnik.[7][8] Neben der geringen Giftigkeit besitzt dieser Treibstoff eine hohe Dichte, einen niedrigen Gefrierpunkt und eine niedrige Flüchtigkeit.[5]
- Ein Hallantrieb vom Typ LHT-100 des Forschungsinstituts für weltraumbezogene technische Physik Lanzhou, auch bekannt als „Institut 510“, mit einem Streuwinkel der ausgestoßenen Plasmawolke von 36,2°.
- Ein Hallantrieb vom Typ HEP-100MF, eine gemeinsame Entwicklung des Instituts 502 und der Polytechnischen Universität Harbin, mit einem Streuwinkel von 15°.

Der geringere Streuwinkel wird durch magnetische Fokussierung erreicht (das „MF“ in der Typenbezeichnung). Dadurch werden die Solarmodule und die in diesem Fall aus Bornitrid bestehende Innenwand des Triebwerks weniger durch Plasmaätzen beschädigt.
Die effektive Schubkraft, die in Richtung des gewünschten Bewegungsvektors zeigt, ist um 36 % größer.
Die Stromversorgung wurde bei Shijian 17 anders gelöst als bei der Standardversion des DFH-4S-Busses, wo zwei aus jeweils drei Modulen bestehende Solarzellenflügel eine Gesamtleistung von 7,8 kW zur Verfügung stellen.
Jeder der abwechselnd in Gang gesetzten Hallantriebe mit einer nominellen Schubkraft von 80 mN hat eine Leistungsaufnahme von mehr als 1 kW. Hier kamen nun Solarzellenflügel mit jeweils zwei Modulen zum Einsatz, die mit Vierfachsolarzellen aus Indiumgalliumphosphid-Galliumarsenid-Galliumindiumarsenidphosphid-Indiumgalliumarsenid einen sehr hohen Wirkungsgrad erreichen und, da sie mehr Strom pro Fläche erzeugen, weniger wiegen.

## Missionsablauf
Shijian 17 wurde am 3. November 2016 um 12:43 Uhr UTC beim Erstflug der Langer Marsch 5 vom Kosmodrom Wenchang gestartet.
Bei der Mission kam ein Apogäumsmotor vom Typ Yuanzheng 2 zum Einsatz. Die Rakete war noch nicht ausgereift – der nächste Start am 2. Juli 2017 war ein Fehlschlag – und brachte den Satelliten zunächst in eine falsche Transferbahn. Der Apogäumsmotor konnte dies jedoch kompensieren und trug den Satelliten in eine Umlaufbahn von etwa 36.000 km Höhe über dem Äquator, also den Bereich, wo sich geostationäre Satelliten aufhalten.
Einige Tage nachdem Shijian 17 dort angekommen war, begannen die Triebwerkstests. Shijian 17 näherte sich dem Kommunikationssatelliten Chinasat 5A, der sich damals bei 162,9° östlicher Länge befand. Über einen Zeitraum von mehreren Tagen umkreiste er den Satelliten in einem Abstand von 50–100 km. Am 30. November 2016 näherte er sich dem Zielsatelliten langsam bis auf wenige Kilometer und kehrte dann wieder zu der alten Distanz von 50–100 km zurück. Diese Position hielt Shijian 17 für etwa einen Monat, bis er sich ab dem 29. Dezember 2016 langsam entfernte.
Im folgenden Jahr ließ sich Shijian 17 immer weiter nach Osten treiben, um sich einen Überblick über die Objekte in diesem Raumsektor zu verschaffen, dann kehrte er Ende 2017 wieder nach Westen zurück. Das LHT-100 war bis dahin insgesamt 3028 Minuten, also etwas mehr als 126 Stunden gelaufen, die längste Brenndauer bei den verschiedenen Manövern betrug 8 Stunden. Man hatte 24-mal zwischen den verschiedenen Antrieben hin- und hergeschaltet. In einem Ende 2017 veröffentlichten Zwischenbericht meldeten die Ingenieure vom Forschungsinstitut für weltraumbezogene technische Physik, dass die tatsächliche Schubkraft des LHT-100 während der Manöver 79,5 mN betragen hatte, der spezifische Impuls lag bei 1531 s und die Leistungsaufnahme bei 1,5 kW.
Nachdem er sich im Februar 2018 dem militärischen Kommunikationssatelliten Shentong 1, auch bekannt als Chinasat 20, genähert hatte, senkte Shijian 17 am 20. März 2018 seinen Orbit ab, um seine Bewegung zu verlangsamen. Anschließend näherte er sich dem militärischen Kommunikationssatelliten Fenghuo 2C, auch bekannt als Chinasat 1C, der seit seinem Start am 9. Dezember 2015 Bahnanomalien entwickelt hatte. Am 29. Juli 2018 hatte er sich dem Satelliten auf 1,5 km angenähert. Aus dieser Position beobachtete er Fenghuo 2C, während die Strategische Kampfunterstützungstruppe der Volksrepublik China Bahnkorrekturmanöver durchführte. Am Ende der ersten Augustwoche verließ Shijian 17 den Kommunikationssatelliten wieder, der am 7. September 2018 in seiner regulären Arbeitsposition ankam. Während dieser Rettungsaktion bewies Shijian 17 eine beträchtliche Manövrierfähigkeit. Im Januar 2020 näherte er sich dann zu Testzwecken dem Kommunikationssatelliten Chinasat 6B, und im Oktober 2020 dem Technologieerprobungssatelliten Shijian 20.